# Tjapko Poppens
T.R. (Tjapko) Poppens (provincie Groningen, 31 juli 1970) is een Nederlands politicus en bestuurder. Hij is lid van de VVD. Sinds 28 mei 2019 is hij burgemeester van Amstelveen.

## Biografie
Poppens is geboren en getogen in de provincie Groningen en afgestudeerd in de Economie van landbouw en milieu aan de Universiteit van Wageningen met als afstudeerrichting bedrijfs- en bestuurskunde. Na zijn studie trad hij in dienst bij KLM. Eerst bij de divisie vliegtuigonderhoud in verschillende managementfuncties en daarna als directiesecretaris op het hoofdkantoor.
In 2005 maakte Poppens de overstap naar de gemeente Enschede waar hij de functies clustermanager Bouwen en Milieu en directeur Concernstaf/concerncontroller vervulde. Daarnaast werd hij in 2005 gemeenteraadslid in Deventer en was hij daar vanaf 2007 VVD-fractievoorzitter. Vanaf 20 december 2012 was hij burgemeester van Wijk bij Duurstede. Sinds 28 mei 2019 is hij burgemeester van Amstelveen.
Poppens is getrouwd en vader van 3 kinderen.